# Royal Canadian Air Farce
Royal Canadian Air Farce est une série télévisée canadienne créée par Roger Abbott, Don Ferguson et Luba Goy et diffusée depuis le 8 octobre 1993 sur le réseau CBC.
Bien que l'émission hebdomadaire ait pris fin le 31 décembre 2008, des émissions spéciales de fin d'année ont été produites de 2009 à 2019.

## Synopsis
Cette série hebdomadaire propose des sketches d'une demi-heure et présente des personnages dont beaucoup de lambdas dans une sorte de café du commerce donc surtout social.

## Distribution
- Roger Abbott (1973-2011)
- Don Ferguson
- Luba Goy
- Jessica Holmes (2003- )
- Craig Lauzon (2004– )
- Alan Park (2004- )
- Penelope Corrin (2007)
- John Morgan (1973-2001)
- Dave Broadfoot (rarement)

## Commentaires
Le groupe commence à Montréal en 1970 comme un théâtre d'improvisation dans une revue nommée The Jest Society par allusion au slogan du Premier ministre du Canada Pierre Trudeau pour sa société juste.
En 1973, son nom change pour l'actuel. Souvent la présentation est faite en direct dans les diverses villes du pays.
Évidemment, ils ne peuvent éviter les clichés, notamment ceux à propos du hockey, par contre ils utilisent une sorte de canon pour entarter symboliquement les aspects les plus lourds.